# Chuzelles
Chuzelles é uma comuna francesa na região administrativa de Auvérnia-Ródano-Alpes, no departamento de Isère. Estende-se por uma área de 13,03 km². Em 2010 a comuna tinha 2 264 habitantes (densidade: 173,8 hab./km²).